# Cheykh Mohammad Khiabani
 (novembre 2021).
La mise en forme du texte ne suit pas les recommandations de Wikipédia : il faut le « wikifier ».
Les points d'amélioration suivants sont les cas les plus fréquents :
- Les titres sont pré-formatés par le logiciel. Ils ne sont ni en capitales, ni en gras.
- Le texte ne doit pas être écrit en capitales (les noms de famille non plus), ni en gras, ni en italique, ni en « petit »…
- Le gras n'est utilisé que pour surligner le titre de l'article dans l'introduction, une seule fois.
- L'italique est rarement utilisé : mots en langue étrangère, titres d'œuvres, noms de bateaux, etc.
- Les citations ne sont pas en italique mais en corps de texte normal. Elles sont entourées par des guillemets français : « et ».
- Les listes à puces sont à éviter, des paragraphes rédigés étant largement préférés. Les tableaux sont à réserver à la présentation de données structurées (résultats, etc.).
- Les appels de note de bas de page (petits chiffres en exposant, introduits par l'outil «  Source ») sont à placer entre la fin de phrase et le point final[comme ça].
- Les liens internes (vers d'autres articles de Wikipédia) sont à choisir avec parcimonie. Créez des liens vers des articles approfondissant le sujet. Les termes génériques sans rapport avec le sujet sont à éviter, ainsi que les répétitions de liens vers un même terme.
- Les liens externes sont à placer uniquement dans une section « Liens externes », à la fin de l'article. Ces liens sont à choisir avec parcimonie suivant les règles définies. Si un lien sert de source à l'article, son insertion dans le texte est à faire par les notes de bas de page.
- La présentation des références doit suivre les conventions bibliographiques. Il est recommandé d'utiliser les modèles {{Ouvrage}}, {{Chapitre}}, {{Article}}, {{Lien web}} et/ou {{Bibliographie}}. Le mode d'édition visuel peut mettre en forme automatiquement les références.
- Insérer une infobox (cadre d'informations à droite) n'est pas obligatoire pour parachever la mise en page.

Pour une aide détaillée, merci de consulter Aide:Wikification.
Si vous pensez que ces points ont été résolus, vous pouvez retirer ce bandeau et améliorer la mise en forme d'un autre article.
 (novembre 2021).
Cheykh Mohammad Khiabani (en persan : شیخ محمد خیابانی), né vers 1879-1880 à Khameneh et mort le 14 septembre 1920 à Tabriz), également connu sous le nom de Cheykh Mohammad Khiābāni Tabrizi, et un religieux chiite iranien, chef politique et représentant au parlement.

## Biographie

### Jeunesse
Il est né à Khameneh, près de Tabriz. Son père, Haji Abdolhamid, était un marchand. Ayant fait ses études primaires là-bas, M. Khiabani se rend à Petrovsk (Makhatchkala) et aide son père dans les affaires. Après son retour à Tabriz, il reçoit une éducation spirituelle. Il maîtrise le russe et le français. Il enseigne l'astronomie à la medersa Talibiye de Tabriz.

### Activité politique
Il devient actif pendant la révolution constitutionnelle perse et un éminent dissident contre le colonialisme étranger, ce qui le conduit ensuite à être envoyé en exil par les Ottomans en 1918.
Après la révolution russe de 1917, Khiabani rétablit le Parti démocrate de Tabriz après avoir été interdit pendant cinq ans, et publie le journal Tajaddod, l'organe officiel du parti, édité par son partisan Taghi Rafat. Plus tard, dans une protestation contre le traité de 1919 entre la Perse et le Royaume-Uni, qui transférait exclusivement aux Britanniques le droit de décider de toutes les affaires militaires, financières et douanières de la Perse, il se révolte et prend Tabriz et ses environs, l'appelant Azadistan (« terre de liberté »).

### Mort
Khiabani n'est cependant pas séparatiste. Après la chute de Vosough od-Dowleh, alors premier ministre, le nouveau premier ministre envoie Mehdi Qoli Hedayat à Tabriz, lui donnant pleine autorité. En 1920 Khiabani est tué par Hedayat qui affirme que Khiabani s'était suicidé.